# Hémophilie en Belgique
 (août 2014).
Si vous disposez d'ouvrages ou d'articles de référence ou si vous connaissez des sites web de qualité traitant du thème abordé ici, merci de compléter l'article en donnant les références utiles à sa vérifiabilité et en les liant à la section « Notes et références ».
L'hémophilie est traitée sous différents aspects en Belgique.

## Épidémiologie
Les données statistiques sont récoltées grâce aux informations des cartes d'hémophilie délivrées aux patients sous l'égide des médecins référents. D'après l'épidémiologie de l'hémophilie, il devrait y avoir environ mille patients hémophiles en Belgique. En 2010, les statistiques de l'Association de l'hémophilie font état de 810 patients hémophiles du type A (déficit en facteur VIII) et 175 patients hémophiles du type B (déficit en facteur IX). 

## Association des patients hémophiles
L'Association de l'hémophilie (AHVH) est créée en Belgique en 1958, d'abord sous forme d'Amicale, par des médecins, des parents et des patients eux-mêmes, ensuite plus tard comme association à but non lucratif, pour représenter les intérêts des patients auprès des autorités publiques, pour les informer sur leur pathologie, pour organiser des stages de vacances, pour encourager le traitement à domicile, pour soutenir la recherche scientifique. Elle est membre fondatrice de la Fédération mondiale de l'Hémophilie (WFH) et du Consortium européen de l'hémophilie (EHC).
L'une des particularités de l'AHVH est d'associer les patients atteints de maladies de von Willebrand. Cette affection, proche de l'hémophilie, touche invariablement les hommes et les femmes, selon des degrés de gravité très variables. Le plus souvent, il s'agit de formes bénignes d'affections de la coagulation, mais il est important que ces patients soient aussi correctement informés, en cas d'urgence ou d'intervention chirurgicale.

## Historique des traitements
Dans les années 1950, les traitements des patients hémophiles sont quasiment inexistants, à part les transfusions de sang total ou de plasma et les immobilisations des articulations touchées par les hémarthroses (saignements intra-articulaires).
Dans le courant des années 1960, les premiers traitements contre l'hémophilie commencent à apparaître en Belgique : les cryoprécipités (pour les patients hémophiles A) et les PPSB (pour les patients hémophiles B) permettent de mieux traiter les hémorragies internes, car les concentrations en facteurs de coagulation sont plus importantes que dans les transfusions. Ces produits sont utilisés jusqu'en 1990 en Belgique : difficiles à injecter et relativement peu performants, ils ne permettent pas de généraliser le traitement à domicile, ni surtout la prophylaxie (traitement préventif), contrairement à d'autres pays européens, comme en Suède par exemple où l'on recourait déjà à des produits coagulants nettement plus concentrés.
Issus du plasma humain, les cryoprécipités présentent au début des années 1980 - tout comme d'ailleurs les formules plus concentrées de la même époque - des effets secondaires infectieux (HIV et HCV). Les cryoprécipités sont chauffés en Belgique à partir de 1986, soit un an après les concentrés utilisés en France. Du fait de la technique de préparation des cryoprécipités, nécessitant un pool moins important de plasma par rapport aux produits plus concentrés, de l'inconfort des injections qui limitait le traitement à des actes essentiellement curatifs et non préventifs, et du réseau relativement étendu de donneurs réguliers de plasma en Belgique, l'infection par HIV des patients hémophiles a été moins catastrophique que dans les pays voisins (entre cinquante et soixante cas en Belgique sur une population de 300 patients régulièrement perfusés - plus de 1000 patients en France sur une population de plusieurs milliers de patients régulièrement perfusés). Pour le HCV, les taux d'infection étaient comparables en Belgique et dans les autres pays européens (plus de 90 % des patients traités). 
Depuis le début des années 1990, la Belgique dispose désormais d'une palette de concentrés de facteurs de coagulation, conformes aux standards internationaux d'innocuité virale et d'efficacité. Une partie de ces concentrés est préparée par le Département central de fractionnement de la Croix-Rouge de Belgique (avec l'aide d'organisations sœurs) et la majorité sont fabriqués et distribués par les laboratoires pharmaceutiques internationaux (Baxter, Bayer, CSL Behring, Pfizer) sous forme de produits recombinants, issus de l'ingénierie génétique, indépendants du sang et du plasma humains.